# Rupe (Celje, Slovenija)
Rupe je naselje u slovenskoj Općini Celju. Rupe se nalazi u pokrajini Štajerskoj i statističkoj regiji Savinjskoj. 

## Stanovništvo
Prema popisu stanovništva iz 2002. godine naselje je imalo 78 stanovnika.